# Конституція Бельгії
Конституція Бельгії (нід. De Belgische Grondwet, нім. die Verfassung Belgiens, фр. la Constitution Belge)
Розроблена спеціальною комісією, призначеною тимчасовим урядом, прийнята національним конгресом 7 лютого 1831 року (діє в редакції 1994 року). Перша і єдина конституція країни була пов'язана з перемогою бельгійської революції 1830 року, в результаті якої була проголошена незалежність країни від Нідерландів.
Складається з дев'яти частин (в цілому 198 статей). Передбачає складну структуру поділу країни на суб'єкти за мовним принципом: на три співтовариства (французьке, фламандське і німецькомовне) і чотири мовні регіони (французький, голландський, німецький і двомовний франко-голландський столичний регіон в Брюсселі). Додатково країна ділиться на Валлонський, Фламандський і Брюссельський регіони. Члени парламенту також розділяються на мовні групи — французьку і голландську. У раду міністрів має входити рівна кількість членів, що говорять на кожній з цих мов. Разом з тим документ проголошує свободу вживання всіх використовуваних в країні мов і не називає жодну з них державною.
Конституційний контроль здійснює конституційний суд. Поправки приймаються парламентською більшістю в 2/3 голоси. За 176 років існування до конституції були внесені численні зміни. Так, в 1993 році в результаті конституційної реформи країна була перетворена з унітарної держави у федерацію.
У основу конституційного ладу держави був покладений принцип розділення властей, а в країні встановилася парламентарна монархія. Ця конституція діє досі, хоч і  безліч разів до неї вносили зміни.
Конституція закріплює основні права і свободи громадян. Конституція гарантує: рівність перед законом, індивідуальну свободу, захист ідеологічних і філософських меншин, право на судовий захист, захист проти довільного переслідування, право на недоторканність житла, свободу відправлення культів, право на пошану приватного і сімейного життя. Конституція забороняє покарання конфіскацією майна.
За формою правління Бельгія — конституційна спадкова монархія. Без згоди парламенту король не має права призначити собі наступника у разі відсутності чоловічого потомства. Конституція 1831 року проголошує принцип розподілу влад, причому законодавча влада здійснюється Королем і парламентом, виконавча — Королем і урядом, судова — судами.

## Права громадян
У державі не існує ніяких станових відмінностей. Бельгійці рівні перед законом; тільки вони допускаються до цивільних і військових посад. Відповідно до ч.2 « про бельгійців і їхні права» Конституцією в Бельгії гарантуються такі основні права і свободи громадян:
- Користування правами і свободами, визнаними за бельгійцями, має бути забезпечено без дискримінації;
- Особиста свобода;
- Ніхто не може бути позбавлений проти своєї волі судового захисту, встановленого йому законом;
- Ніяке покарання не може бути ні встановлено, ні застосовано інакше як на підставі закону;
- Житло недоторканне;
- Ніхто не може бути позбавлений своєї власності інакше як для суспільної користі, у випадках і порядку, встановлених законом, і за умови справедливого і попереднього відшкодування;
- Преса вільна; цензура ніколи не може бути встановлена; не допускається вимога застави від письменників, видавців або друкарів;
- Бельгійці мають право збиратися мирно і без зброї, дотримуючи законодавство;
- Бельгійці мають право на об'єднання;
- Кожен має право звертатися до публічних властей з петиціями, підписаними одним або кількома особами;
- Таємниця листування недоторканна;
- Освіта вільна;
- Кожен має право вести життя, відповідне людській гідності, в це поняття включаються такі права:
  1. право на працю і вільний вибір професійної діяльності в рамках загальної політики зайнятості, направленої крім іншого на забезпечення досить стабільного і по можливості високого рівня зайнятості; право на справедливі умови праці і винагороду, а також право на інформацію, консультацію і колективні переговори;
  2. право на соціальне страхування, охорону здоров'я, соціальну медичну і юридичну допомогу;
  3. право на пристойне житло;
  4. право на здорове навколишнє середовище;
  5. право на культурне і соціальне процвітання.
- Кожен має право на пошану приватного і сімейного життя.

На відміну від низки конституцій інших країн в Конституції Бельгії не встановлені і не передбачені обов'язку для підданих країни.
Бельгійське підданство отримується, зберігається і втрачається на підставі розпоряджень, що встановлюються цивільним законодавством (Ст. 8). Закон про громадянство, що має, поза сумнівом, конституційне значення, поєднує в собі як елементи визнання принципу «права ґрунту», так і «права крові».
Натуралізація здійснюється федеральною законодавчою владою. Закон про натуралізацію (травень 2000 року) говорить, що дитина іноземних батьків, що народилася в Бельгії, може звернутися за бельгійським громадянством, починаючи з віку 18 років, якщо вони проживали в Бельгії після його народження.
Люди, що прожили в Бельгії, як мінімум, 7 років і що мали офіційний резидентний статус, також можуть звернутися за громадянством. Крім того, новий закон вводить в дію нові спрощені і прискорені процедури натуралізації. Від кандидата потрібно просто заявити про своє бажання отримати громадянство Бельгії в місцевій комуні. Для тих, хто не потрапляє під дію вищеописаного порядку (наприклад, іноземці, що працюють в Бельгії), також спрощено звернення за громадянством. Кандидат може звернутися за громадянством після трьох років перебування в країні. Відповідний бланк може бути отриманий в комуні за місцем проживання. Для біженців натуралізація можлива після двох років перебування в країні.

## Державна влада
Король є главою держави. Відповідно до Конституції він здійснює законодавчу і виконавчу владу. Законодавчі повноваження Король ділить з Парламентом, відносно якого він володіє значними правами: затверджує і промульговує закони, прийняті Парламентом, може розпустити його, скликати на надзвичайну сесію, відстрочити засідання палат (але не більше ніж на 1 місяць), має право залишити у влади Уряд, що не користується довірою Парламенту, і призначити нові вибори. Відносини Короля з виконавчою владою будуються таким чином. Король призначає і затверджує міністрів, проте жоден його акт не має сили без контрасигнації (підписи) відповідного міністра, який несе за нього відповідальність. Персона Короля недоторканна (ст. 88 Конституції). Він володіє повноваженнями у сфері міжнародних відносин: укладає договори з іноземними державами, оголошує війну і укладає мир, є головнокомандуючим збройними силами.
Парламент Бельгії — двопалатний представницький орган. У Палаті представників до початку 2000 року було 150 депутатів, що обираються на 4 роки шляхом прямих виборів за системою пропорційного представництва. У складі Сенату — 71 людина, з яких 1 — спадкоємець корони, 40 обираються прямими виборами (25 у Фландрії і 15 у Валлонії), по 10 чоловік — зі складу Фламандської ради і ради Французького співтовариства, 1 — з ради Німецькомовного співтовариства і відповідно по 6 і 4 нових члена кооптували сенатори-фламандці і сенатори-франкофони. Термін повноважень Сенату також 4 роки. Відповідно до реформи 1921 року право бути вибраним в Сенат було обмежене низкою умов (зокрема майновим цензом), які не потрібні при виборах в Палату представників. Тим самим як би підкреслювалася особлива роль Сенату. Проте обидві палати рівноправні, їхні специфічні права незначні. Поправка, прийнята в 1970 році, передбачає створення в кожній з палат французької і фламандської лінгвістичних груп, щоб запобігти порушенню прав осіб, що відносяться до різних мовних співтовариств.
Щорічно обидві палати збираються на сесії, які тривають не менше 40 днів в році. Засідання палат проводяться роздільно, але в деяких випадках (наприклад, ухвалення присяги Короля) вони збираються на спільні засідання. У палатах створюються комітети, які грають важливу роль в законодавчій діяльності Парламенту. Через них, зокрема, проходять всі законопроєкти. Правом законодавчої ініціативи володіють всі депутати Парламенту і Уряд. Проте процедура ухвалення законів свідчить про пріоритет урядових законопроєктів. Тоді як урядовий законопроєкт відразу ж після його представлення ставиться на обговорення палат, законопроєкт, внесений парламентарієм, ще до розгляду депутатами може бути відхилений головою палати, якщо він вирішить, що даний білль не заслуговує уваги. У 1980 році було встановлено, що закони, що стосуються національних і мовних проблем, можуть бути поставлені на голосування тільки за наявності «спеціальної більшості» (присутність більшості членів в кожній лінгвістичній групі). Законопроєкт вважається прийнятим, якщо за нього проголосує не менше 2/3 «спеціальної більшості».
Крім основної функції — ухвалення законів Парламент володіє низкою інших повноважень: затверджує бюджет, торгові угоди або угоди, які накладають на державу якісь зобов'язання, щорічно вирішує питання про чисельність збройних сил, надає натуралізацію, призначає членів Верховного суду. Без згоди Парламенту Король не може призначити собі наступника за відсутності чоловічого потомства, не може стати главою іншої держави. Що стосується контрольних функцій Парламенту, то, по суті, вони вичерпуються інтерпеляціями (запитами) і питаннями.
У Конституції немає визначення Уряду, хоча спеціальний розділ присвячений міністрам. Вони діють під керівництвом Прем'єр-міністра, і утворюють Раду міністрів — Уряд Бельгії. Стаття 96 Конституції встановлює, що його члени призначаються і звільняються Королем, проте Король повинен утворити такий Уряд, який користувався б довірою Парламенту. Відповідно до ст.99 при формуванні уряду враховується національний принцип: число міністрів представників валлонів і фламандців має бути рівним. Відразу ж після утворення Уряду на розгляд найвищого законодавчого органу вноситься урядова програма (декларація). Якщо програму не схвалює хоч би одна палата, а Уряд не отримує вотуму довіри, він змушений піти у відставку.
Повноваження Уряду законодавчо врегульовані в найзагальніших рисах. Досить широкими правами володіє Прем'єр-міністр, хоча в Конституції нічого про нього не сказано. Його повноваження закріплені у низці нормативних актів (зокрема, в Королівському указі 1939 року про створення служби загального управління і Регентський указ 1946 року). Голова Уряду визначає основні напрями діяльності Ради міністрів, організовує роботу його засідань (сам визначає порядок денний, висловлює думки, які лягають в основу ухвалюваних рішень). Він є сполучною ланкою між Королем і виконавськими органами, регулярно інформує Короля про основні проблеми, що стоять перед державою, виступає від імені Уряду в Парламенті, висловлює урядову програму і несе за неї відповідальність, до нього прямують інтерпеляції.
Рішення Уряду виходять у формі королівських указів або міністерських декретів. Крім того, в певних випадках Уряд здійснює законодавчі функції, делеговані йому Парламентом.
Державна рада — правовий орган, який вирішує питання про відповідність Конституції законопроєктів, що представляються на розгляд Парламенту. Членів Ради призначає Король довічно з осіб, що мають звання доктора права і не менше 10 років виконували судові функції або викладали право в університеті. Державна рада складається з 2 секцій — законодавчої і адміністративної. Законодавча секція на вимогу парламенту і Уряду дає висновку про законність проєктів нормативних актів, адміністративна — про визнання недійсними актів різних управлінських органів і розбирає адміністративні спори, виступаючи як касаційна інстанція.

## Судова влада
Вища ланка бельгійської судової системи, що зазнала ґрунтовної реформи 1967 року, — Касаційний суд (Брюссель). Він складається з 25 суддів на чолі з першим головою, вони розглядають в колегіях з 3 суддів скарги на вироки і рішення будь-яких судів, але тільки з питань права, а не факту. Його ухвали виносяться завжди тільки у конкретних справах, але роблять істотний вплив на судову практику в цілому. У країні є 5 апеляційних судів (у Антверпені, Брюсселі, Генті, Льєжі і Монсі), які розглядають скарги на ухвали трибуналів першої інстанції у цивільних і кримінальних справах, а також на рішення комерційного трибуналу, і 5 апеляційних судів по трудових спорах (у тих же містах), які розглядають скарги на рішення відповідних трибуналів (у Бельгії, як і у ряді інших країн, термін «трибунал» нерідко використовується для позначення судових органів з обмеженою компетенцією або нижчих інстанцій). У кожній з 9 провінцій Бельгії раз на квартал збираються сесії суду присяжних, що розглядає справи про найсерйозніші злочини. Він складається з 3 професійних суддів і 12 присяжних засідателів. Вироки суду присяжних не можуть бути оскаржені в апеляційній інстанції, і лише Касаційний суд має право відмінити їх.
Основна ланка бельгійської судової системи — трибунали першої інстанції, по трудових спорах і комерційні. Ці трибунали функціонують в кожному з 26 судових округів. Трибунали першої інстанції складаються з 1 або 3 професійних суддів і розглядають основну масу цивільних справ, а також кримінальні справи по всіх злочинах, за які може бути призначені понад 7 діб арешту, за винятком віднесених до компетенції суду присяжних (при розгляді кримінальних справ вони називаються «Виправними трибуналами»). Вони розглядають також скарги на ухвали світових суддів у цивільних і кримінальних справах.
Трибунали по трудових спорах складаються з одного професійного судді і представників (поодинці) від підприємців і найнятих робітників. Вони розглядають конфлікти, пов'язані із звільненням, спори про компенсацію з приводу нещасних випадків на виробництві, про пенсійне забезпечення тощо.
До складу кожного комерційного трибуналу входять разом з професійним суддею по 2 представники ділових кіл — торговців, підприємців тощо. Вони розглядають справи по першій інстанції, головним чином спори, що виникають у сфері торгових відносин, а також скарги на відповідні рішення світових суддів.
Низова ланка системи — мирові суди, в яких судді одноосібно розглядають справи про малозначні злочини, суперечки у цивільних і торгових справах з невеликою сумою позову, а також деякі спори немайнового характеру (сімейні тощо). При розгляді цивільних справ обов'язкова попередня процедура, мета якої — примирення сторін. Є також суди у справах неповнолітніх.
На початку 1980-х рр. в системі бельгійських судових установ з'явився Арбітражний суд. Він розглядав скарги на порушення прав «нації і громадянина» і міг визнавати недійсними — через суперечність Конституції і правам людини — законодавчі акти або їхні окремі положення, підзаконні акти, а також ухвали місцевих органів самоврядування. У 1988 він був перетворений у Конституційний суд. У законі, що визначив його компетенцію, підкреслюється, що він контролює дотримання конституційних прав і свобод не тільки окремих громадян, але і національних общин і меншин.
Відповідно до поправок до Конституції від 20 листопада 1998 у Бельгії установлена Вища рада правосуддя, що складається з рівного числа магістратів суддівського корпусу і прокуратури, з одного боку, і представників громадянського суспільства, що призначаються Сенатом, — з іншою. Цей орган самоврядування суддівським співтовариством висуває кандидатів для призначення на посаді суддів і прокурорів (проводиться монархом), відповідає за підготовку суддів і прокурорів, готує пропозиції по організації і діяльності судової системи, здійснює загальний нагляд за функціонуванням останньої. Судді призначаються довічно. Вони йдуть у відставку після досягнення встановленого законом віку.
Прокуратура функціонує під егідою Міністерства юстиції. При Касаційному суді діють перший генеральний прокурор і кілька його помічників — генеральних адвокатів, які дають висновки з правових питань. В апеляційних судах, а також в апеляційних судах по трудових спорах виступають генеральні прокурори, генеральні аудитори, генеральні адвокати і інші чиновники; у трибуналах першої інстанції і комерційних трибуналах — королівські прокурори або їхні заступники, які підтримують звинувачення у кримінальних справах або дають висновки з деяких категорій цивільних справ (розлучення, банкрутства і інше). У трибуналах по трудових спорах як представники прокуратури виступають аудитори по трудових спорах або їхні заступники.
Правовий статус адвокатів визначається Судовим кодексом 1967 р. Відповідно до нього функції адвоката може виконувати лише той, хто є бельгійським підданим або громадянином однієї з країн ЄС, має диплом доктора права, приніс присягу і зарахований рішенням ради «Орден адвокатів» до складу адвокатської корпорації або в список стажистів. Як правило, для отримання правомочності адвоката необхідне 3-річне стажування. У Касаційному суді можуть виступати у цивільних справах лише адвокати, призначені Королем в «Орден адвокатів при Касаційному суді» за рекомендацією цього суду і міністра юстиції з досвідчених адвокатів з 10-річним стажем.
Найвищим органом фінансового контролю є Рахункова палата, члени якої призначаються Палатою представників. На Рахункову палату покладений обов'язок з розгляду і впорядковування рахунків загального управління і всіх тих, хто підзвітний державному казначейству. Вона стежить за дотриманням бюджетної дисципліни, здійснює загальний контроль за операціями, пов'язаними зі встановленням і стягуванням податків, затверджує рахунки різних державних адміністративних органів і зобов'язана збирати з цією метою будь-які відомості і необхідні звітні документи. Загальний державний фінансовий звіт надається Палаті представників із зауваженнями Рахункової палати.

## Територіальний устрій
Відповідно до ст.1 конституції Бельгія за формою державно-територіального устрою є федеральною державою, що складається із співтовариств і регіонів. Співтовариства будуються за культурно-лінгвістичним принципом, а регіони — по мовно-територіальному. Бельгія включає 3 співтовариства: Французьке, Фламандське і Німецькомовне і 4 регіони: Валлонський, Фламандський, Брюссельський (двомовний) і Німецькомовний. Перехід від унітарного до федерального устрою в Бельгії відбувся 1 січня 1989 року у зв'язку з багаторічним конфліктом між двома основними національностями — фламандцями і франкомовними валлонами.
У співтовариствах і регіонах створені відповідні представницькі і виконавські органи. Одночасно регіони Бельгії в адміністративно-територіальному відношенні діляться на 10 провінцій (по 5 у Фландрії і Валлонії).
Кожна комуна Королівства є частиною одного з лінгвістичних регіонів. Межі чотирьох лінгвістичних регіонів можуть бути змінені або уточнені тільки законом, прийнятою більшістю голосів в кожній лінгвістичній групі кожній з палат, за умови, що присутня більшість кожної групи і загальне число поданих голосів в обох лінгвістичних групах досягає двох третин від тих, що взяли участь в голосуванні.
Валлонський регіон включає такі провінції: Валлонський Брабант, Ено, Льєж, Люксембург і Намюр. Фламандський регіон включає такі провінції: Анвер, Фламандський Брабант, Західна Фламандія, Східна Фламандія і Лімбург. У разі потреби на підставі закону територія може бути розділена на більше число провінцій.
Закон може вилучити деякі території, межі яких він встановлює, з провінційного ділення, підпорядкувати їх безпосередньо федеральній виконавчій владі і визначити для них особливий статус.

## Тексти
- Три офіційні версії Конституції Бельгії:
  - De Belgische Grondwet (нід.). Сенат Бельгії. 2007-05-15, останнє оновлення сторінки. Архів оригіналу за 19 серпня 2007. Процитовано 21 серпня 2007.
  - La Constitution Belge (фр.). Сенат Бельгії. 2007-05-15, останнє оновлення сторінки. Архів оригіналу за 20 серпня 2007. Процитовано 21 серпня 2007.
  - Die Verfassung Belgiens (нім.). Сенат Бельгії. 2007-05-15, останнє оновлення сторінки. Архів оригіналу за 14 липня 2007. Процитовано 21 серпня 2007.
- Конституция Бельгии [Архівовано 27 серпня 2009 у Wayback Machine.](рос.)
- Конституция Бельгии // Конституции мира: Сборник конституций государств мира. Т. 6. /Сост. и авторы вступ. статей У. ТАДЖИХАНОВ, А. X. САИДОВ. — Ташкент: Академия МВД Республики Узбекистан, 1998.— 378 с.